# Charles Lallemand (géophysicien)
Pour les articles homonymes, voir Lallemand.
Charles Jean-Pierre Lallemand, né à Saint-Aubin-sur-Aire (Meuse) le 7 mars 1857 et mort à Vecqueville (Haute-Marne) le 1er février 1938, est un géophysicien français. Il a réformé le nivellement général de la France de Bourdalouë.

## Biographie
Il est connu surtout pour le rôle qu'il a joué dans l'histoire du nivellement de la France, où il est directeur du service. Ancien élève de l'École polytechnique, et de l'École des mines, il est élu membre de l'Académie des sciences en 1910 et président de l'Association française pour l'avancement des sciences en 1912.
Lallemand fut élu par acclamation premier président de l'Union géodésique et géophysique internationale nouvellement créée, en 1919. Il a été président de la Société astronomique de France (SAF) de 1923 à 1925.
Il améliora le réseau de nivellement de Paul-Adrien Bourdalouë et affina le niveau 0 qu'il fixa à la cote 0,329 m de l'échelle de marée de Marseille contre 0,4 m précédemment.
Il est aussi l'inventeur du médimarémètre, appareil servant à la mesure de la hauteur moyenne des marées.
Le commandant Nicolas Arthur Lallemand (1859-1946) est son frère.

## Distinctions
En 1889, il est honoré par l'Académie française, avec Charles Rabot, du prix Langlois pour leur traduction de Voyage de la Vega autour de l’Asie et de l’Europe, d’Adolf Erik Nordenskiöld.

### Décoration
- Grand officier de l'ordre de Sant'Iago de l'Épée (18 novembre 1933)[3].

## Note et référence
1. ↑  Bulletin de la Société astronomique de France, November 1937, plates X-IX
2. ↑  La vie et les travaux d'André Louis Cholesky par C. Brezinski, M. Gross-Cholesky
3. ↑  « ENTIDADES ESTRANGEIRAS AGRACIADAS COM ORDENS PORTUGUESAS - Página Oficial das Ordens Honoríficas Portuguesas », sur www.ordens.presidencia.pt (consulté le 14 juin 2025)